# Keren (kabuki)
Les keren (外連（ケレン）, littéralement « tiers extérieur ») sont des trucs scéniques utilisés dans le théâtre japonais kabuki faisant usage de trappes, plateaux tournants et autres équipements. 
Souvent traduits par « pour la galerie », de nombreux amateurs de théâtre considèrent ces subterfuges dégradants pour l'art du kabuki. Selon un spécialiste, ces « truc » d'apparitions et disparitions rapides de l'acteur sont relativement peu nombreux et tenus en piètre estime par les connaisseurs du kabuki.

## Principales formes de keren
Chūnori (宙乗り, littéralement « chevauchée à mi-hauteur »)Emploi de cordes pour faire voler un acteur au-dessus du public, souvent au deuxième étage du théâtre. Pour des raisons évidentes, cette astuce est utilisée pour représenter diverses sortes de créatures volantes tels que les fantômes, les esprits, ou les tengu semblables aux oiseaux. Ichikawa Ennosuke III est souvent appelé « le roi du chūnori » ; il a effectué son 5000e chūnori en 2000, dans le rôle de Guan Yu.
Hayagawari (早替り, littéralement « changement rapide »)Utilisé pour effectuer des changements rapides de costumes alors que l'acteur reste sur scène. Parfois, cela se fait avec des cordes qui tirent et défont une couche supérieure du costume pour révéler un autre costume en-dessous. Au moyen d'une technique appelée hikinuki (引抜), la couche la plus externe est maintenue avec seulement quelques fils. Des assistants de scène appelés kuroko apparaissent sur scène et tirent ces fils, permettant à cette couche de costume extérieur de se détacher assez rapidement et facilement. Cela peut également être réalisé encore plus simplement lorsque l'acteur ôte lui-même la couche supérieure. Le hayagawari est utilisé pour un certain nombre de personnages qui se défont de leurs déguisements afin de révéler leur véritable identité et pour les hengemono, danses dans lesquelles un seul acteur interprète plusieurs rôles.
Honmizu (本水)Désigne un certain nombre de différents effets spéciaux liés à l'eau.
Seri (迫)Se réfère à la trappe de scène couramment employée dans le kabuki depuis le milieu du XVIIIe siècle. Ces trappes élèvent et abaissent les acteurs ou des éléments de décors sur la scène. Seridashi ou seriage se réfère aux trappes montantes et serisage ou serioroshi aux trappes descendantes. Cette technique est souvent utilisée pour l'effet dramatique d'avoir une scène entière s'élever et apparaître sur scène.
Yatai kuzushi (屋台崩し, littéralement « effondrement »)Désigne la destruction spectaculaire des édifices sur scène.

## Source de la traduction
- (en) Cet article est partiellement ou en totalité issu de l’article de Wikipédia en anglais intitulé « Keren (kabuki) » (voir la liste des auteurs).